# Джавдат

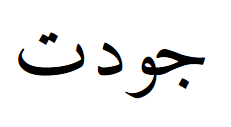
Джавдат

Джавдат (араб. جودت ‎ тур. Cevdet — «Великодушие») — арабское имя. Этимология связана с корневым глаголом «дж-в-д» — «превосходить». Имя «Джавдат» является однокоренным с именем Джавад и с известным термином таджвид. В турецком принято произношение «Джевдет», в татарском и башкирском языке встречаются особые формы транслитерации этого имени «Явдат» и «Заудат».

## Известные носители
- Джавдет — киноперсонаж.
- Джевдет, Абдулла — турецкий философ-материалист.
- Джевдет-бей — османский политик.
- Сунай, Джевдет — турецкий политический деятель.
- Хайредини, Джевдет — македонский политик.
- Джавдат Казвини — современный иранский поэт.
- Али Джавдат аль-Аюби (1886—1969) — иракский политик.
- Джавдат Саид (1931 г.р.) — сирийский мусульманский проповедник черкесского происхождения.
- Ильясов, Явдат Хасанович — советский писатель.
- Заудат Мидхатович Миннахметов — президент Федерации борьбы куреш.
- Вилькеев, Джавдат Валиевич - профессор, доктор педагогических наук, член-корреспондент Российской Академии Наук